# Leo Clubs
Leo Clubs – młodzieżowy program filantropijnej organizacji pozarządowej Lions Clubs International, zrzeszający członków w wieku od 16 do 30 lat. 
Jego członkowie biorą udział w akcjach na rzecz pomocy społeczeństwu. Są nazywani „Leo” lub w spolszczonej wersji „Leosiami”. Prowadzą działalność w zakresie edukacji i pracy nad sobą, opieki zdrowotnej, pomocy osobom starszym, dzieciom, niepełnosprawnym.
Każdy Leo Club zakładany jest przez tzw. „sponsorujący” Lions Club, który sprawuje pieczę nad działaniami Leo Clubu i pomaga sponsorować jego przedsięwzięcia.

## Historia
Pierwszy Leo Club został założony w 1957 roku w Stanach Zjednoczonych przez Jima Gravera, trenera drużyny piłkarskiej Abington High School w Pensylwanii. Był on aktywnym członkiem Glenside Lions Club. Leo Club został utworzony przy pomocy Williama Ernsta, również lokalnego członka Lions Club. Leo przyjęło kolory Abington High School – brązowy i złoty. Leo Club to skrót od słów: Przywództwo (ang. Leadership), Równouprawnienie (ang. Equality), zamienione później na Doświadczenie (ang. Experience) i Możliwości (ang. Opportunity).
W 1964 kluby Lions zaczęły sponsorować program Leo Club. Program rozrósł się poza Pensylwanię i Stany Zjednoczone. Do 1967 organizacja Leo Clubs składała się z 200 klubów w 18 państwach i stała się oficjalnie częścią młodzieżowego programu Lions International. Z końcem 1968 roku istniało już 918 klubów w 48 państwach.
Pierwszy Leo Club w Polsce powstał w Poznaniu w 1990 roku i działa pod nazwą Leo Club Poznań. W Polsce istnieje 9 Leo Clubs.

## Cele
- bezinteresowna pomoc i służenie potrzebującym, zgodnie z lioneskim mottem „We serve”
- umacnianie więzi między ludźmi,
- zachęcanie do służby społeczeństwu,
- tworzenie atmosfery odpowiedzialności za lokalne społeczności,
- współdziałanie z samorządami i klubami Lions,
- promowanie idei przyjaźni i zrozumienia.

## Struktura
Kluby Leo zrzeszone są w dystrykty (np. Polska stanowi dystrykt 121). Raz do roku, na wiosnę, odbywa się konwencja zwyczajna Leo Club Polska, na której reprezentanci wszystkich klubów dystryktu przedstawiają sprawozdania z działalności klubów, planują strategię działań na kolejny rok, a także, w głosowaniu tajnym, wybierają prezydenta i vice–prezydenta dystryktu na kolejną kadencję. W skład zarządu dystryktu wchodzą: prezydent, past–prezydent, vice–prezydent, sekretarz. W ciągu roku mogą odbywać się konwencje nadzwyczajne dystryktu.